# Presidenti della Camera dei rappresentanti (Marocco)
Il presidente della Camera dei rappresentanti del Marocco sovrintende ai lavori della camera bassa del Parlamento marocchino.

## Elenco
| Ritratto | Ritratto | Presidente            | Inizio           | Fine             | Partito                                     |
| -------- | -------- | --------------------- | ---------------- | ---------------- | ------------------------------------------- |
| 1        |          | Mehdi Benbarka        | 1956             | 1959             | Partito dell'Indipendenza                   |
| 2        |          | Abdelkrim al-Khatib   | 1963             | 1965             | Movimento Popolare                          |
| 3        |          | Abdelhadi Boutaleb    | 1970             | 1971             | Indipendente                                |
| 4        |          | Mehdi Benbouchta      | 1971             | 1972             | Partito dell'Indipendenza                   |
| 5        |          | Edday Oueld Sidi Baba | 1977             | 1983             | Raggruppamento Nazionale degli Indipendenti |
| 6        |          | Ahmed Osman           | 1984             | 1992             | Raggruppamento Nazionale degli Indipendenti |
| 7        |          | Jalal Essaid          | 1992             | 1997             | Unione Costituzionale                       |
| 8        |          | Abdelwahed Radi       | 3 marzo 1997     | 9 aprile 2007    | Unione Socialista delle Forze Popolari      |
| 9        |          | Mustapha Mansouri     | 9 aprile 2007    | 9 aprile 2010    | Raggruppamento Nazionale degli Indipendenti |
| (8)      |          | Abdelwahed Radi       | 9 aprile 2010    | 19 dicembre 2011 | Unione Socialista delle Forze Popolari      |
| 10       |          | Karim Ghellab         | 19 dicembre 2011 | 2014             | Partito dell'Indipendenza                   |
| 11       |          | Rachid Talbi Alami    | 2014             | 2017             | Raggruppamento Nazionale degli Indipendenti |
| 12       |          | Habib El Malki        | 16 gennaio 2017  | 2021             | Unione Socialista delle Forze Popolari      |
| 13       |          | Rachid Talbi Alami    | 9 ottobre 2021   | in carica        | Raggruppamento Nazionale degli Indipendenti |